# Gondwana
Aquest article és sobre el supercontinent de fa 180 milions d'anys; pel país dels gonds vegeu Gondwana (país) i regne de Gondwana

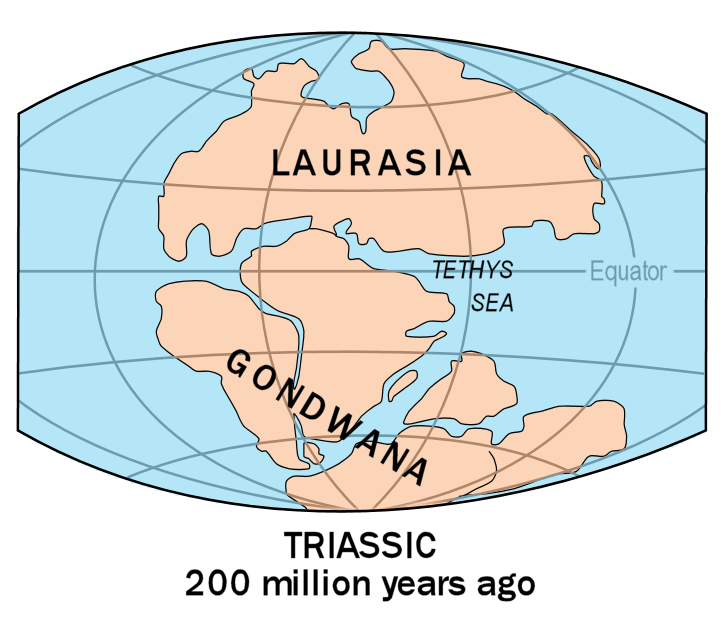
Lauràsia i Gondwana fa 200 milions d'anys

Gondwana era el més meridional dels dos supercontinents que, juntament amb Lauràsia, existiren fa 180 milions d'anys. El formaven les plaques continentals que actualment constitueixen Àfrica, Sud-amèrica, l'Antàrtida, Austràlia, Nova Guinea, Madagascar, i el subcontinent indi.
Es va formar a finals del Neoproterozoic, ara fa uns 600 milions d'anys, i va començar a fragmentar-se durant el Juràssic, fa uns 160 milions d'anys. Es distingeixen dos Gondwana:
- el del Paleozoic, anomenat també Protogondwana;
- el del Mesozoic.

Eduard Suess va proposar el nom de Gondwana a partir de la denominació d'una regió de l'Índia, Gondwâna, on una part de la geologia d'aquest antic continent ha pogut ser determinada.

## Protogondwana
En el moment de la fractura de Rodínia, ara fa uns 750 milions d'anys, es pot diferenciar:
- el Gondwana oriental, amb les zones d'Àfrica austral, Antàrtida oriental, Austràlia, Índia, Madagascar, Aràbia, Nova Guinea, el nord i el sud de la Xina, Indoxina i conca del Tarim, i
- el Gondwana occidental, amb Amazònia, craton de Riu de la Plata, Àfrica occidental, Florida, Avalonia i sud d'Europa.

Ambdós blocs varen xocar fa 600 milions d'anys prenent en tenalles el craton del Congo i formant l'orogènesi panafricana.
Durant la període següent, de l'Ordovicià al Carbonífer, progressivament es varen anar separant fragments del continent de Gondwana, que se situa llavors al voltant del pol sud i deriva després cap al nord: Avalònia se'n separa ara fa uns 490 milions d'anys, seguit pels blocs armòric i ibèric (430 milions d'anys), i els blocs xinès i indoxinès (400 milions d'anys).

## Formació i dislocació de Pangea
Al començament del Carbonífer, Gondwana, que lentament ha derivat cap al nord, inicia la col·lisió amb el supercontinent de Lauràsia, que crea l'orogènesi herciniana que aixecà els Apalatxes i els Mauretànids: és la formació de Pangea, finalitzada al començament del Permià, fa uns 290 milions d'anys. Dins Pangea, Gondwana perd encara la Cimèria, incloent-hi fragments de l'actual Turquia, Iran, Afganistan i Tibet, que deriva cap al nord. Pangea es fractura al final del Triàsic, aproximadament on s'havia unit, obrint entre Gondwana i el supercontinent de Lauràsia el que serà l'Atlàntic. Tanmateix, en el procés Gondwana perd Florida i la península del Yucatán, que continuaran estant soldades a Lauràsia.

## Divisió de Gondwana

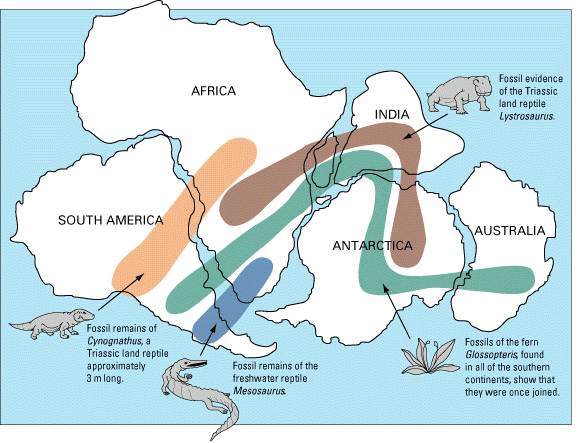
Mapa de les relacions de fòssils entre els continents

Gondwana es fragmenta durant el Juràssic superior, fa 160 milions d'anys, quan un rift separa Àfrica de l'Índia. Fa 125 milions d'anys l'Índia se separa completament; després, fa 80 milions d'anys, ho fa Nova Zelanda. Al començament del Cenozoic, el bloc d'Austràlia i Nova Guinea se separen gradualment dirigint-se cap al nord tot pivotant sobre si mateix, i així resta connectada a Gondwana per un llarg període.
Fa 45 milions d'anys, l'Índia xoca amb Àsia i aquest impacte força l'escorça terrestre a doblegar-se i es forma la serralada de l'Himàlaia. Al mateix temps, la part sud d'Austràlia, l'actual Tasmània, se separa de l'Antàrtida i aquest fet permet la creació de corrents oceànics que provoquen l'aparició d'un clima més fred i sec a l'Antàrtida.
Fa 15 milions d'anys, Nova Guinea xoca amb el sud d'Àsia i, més recentment, Amèrica del Sud connecta amb Amèrica del Nord.

## Conseqüències sobre el clima mundial
Des d'un punt de vista climatològic, la separació d'Amèrica del Sud ha tingut un efecte important. Amb l'obertura del pas de Drake, fa uns 23 milions d'anys, ja no hi ha cap barrera per a l'intercanvi de les aigües fredes de l'oceà meridional i de les aigües tropicals. Un corrent circumpolar s'estableix i l'Antàrtida es converteix en el que és actualment: un continent gelat contenint una gran part de les reserves d'aigua dolça del món. La temperatura del mar ha caigut uns 10 °C i el clima global s'ha fet més fred.